# Élections législatives de 1877 dans les Côtes-du-Nord
Les élections législatives dans les Côtes-du-Nord ont lieu les dimanche 14 octobre 1877 et 28 octobre 1877. Elles ont pour but d'élire les députés représentant le département à la Chambre des députés pour un mandat de quatre années.

## Élections partielles (1876-1877)
L'élection de Jean-Baptiste Veillet-Dufrêche (Légitimiste) a été invalidé. Ernest Carré-Kérisouet (Centre gauche) a été élu lors de la partielle du 21 mai 1876.
L'élection de Charles-Marie de Faucigny-Lucinge (Légitimiste) a été invalidé. Jean-François Huon (Gauche républicaine) a été élu lors de la partielle du 27 août 1876.

## Députés sortants
| Députés | Députés                       | Parti               | Fonctions lors de l'élection en 1877                                                 |
| ------- | ----------------------------- | ------------------- | ------------------------------------------------------------------------------------ |
|         | Jean-François Huon            | Gauche républicaine | Conseiller général de Guingamp. Avocat.                                              |
|         | Charles de Janzé              | Centre gauche       | Conseiller général de Loudéac. Agronome.                                             |
|         | Ernest Carré-Kérisouet        | Centre gauche       | Conseiller général de Merdrignac. Ingénieur civil, Maître de forges de Vaublanc.     |
|         | Jean-Joseph Even              | Centre gauche       | Adjoint au maire de Dinan. Avocat, Sous-préfet.                                      |
|         | Charles Huon de Penanster     | Orléaniste          | Conseiller général de Plestin. Propriétaire agricole.                                |
|         | Charles Rioust de Largentaye  | Légitimiste         | Conseiller général de Plancoët, maire de Saint-Lormel. Propriétaire agricole.        |
|         | Louis Le Gouzillon de Bélizal | Légitimiste         | Conseiller général de Moncontour. Propriétaire agricole.                             |
|         | Louis Le Provost de Launay    | Bonapartiste        | Conseiller général de La Roche-Derrien. Avocat, Propriétaire agricole.               |
|         | Charles de Goyon de Feltre    | Bonapartiste        | Ancien conseiller général du Guingamp. Attaché d'ambassade et Propriétaire agricole. |

## Mode de scrutin
L'élection se fait au scrutin d'arrondissement, soit un mode uninominal majoritaire à deux tours. 
La circonscription pour l'élection est l'arrondissement. 
Le scrutin est individuel, chaque arrondissement élisant un député. 
Les arrondissements qui ont plus de cent mille habitants sont divisés. Dans ce cas on élit un député par circonscription électorale.
Seul l'arrondissement de Loudéac n'est pas divisé en deux.
L'article 18 précise qu'il faut réunir pour être élu au premier tour :
1. La majorité absolue des suffrages exprimés ;
2. Un nombre de suffrages égal au quart des électeurs inscrits.

Au deuxième tour la majorité relative suffit. En cas d'égalité c'est le plus âgé qui est élu.

## Résultats

### Arrondissement de Dinan

#### 1recirconscription
Dinan-1 regroupe les cantons de Dinan-Ouest, Dinan-Est, Évran, Ploubalay et de Caulnes.
| Candidats      | Candidats                   | Étiquette,             | Premier tour | Premier tour |
| Candidats      | Candidats                   | Étiquette,             | Voix         | %            |
| -------------- | --------------------------- | ---------------------- | ------------ | ------------ |
|                | Jérôme Nompère de Champagny | Bonapartiste           | 6 669        | 54,47        |
|                | Jean-Joseph Even *          | Rép. mod-Centre gauche | 5 574        | 45,53        |
|                |                             |                        |              |              |
| Inscrits       | Inscrits                    | Inscrits               | 15 812       | 100,00       |
| Votants        | Votants                     | Votants                | 12 300       | 77,69        |
| Abstention     | Abstention                  | Abstention             | 3 512        | 22,31        |
| Blancs et nuls | Blancs et nuls              | Blancs et nuls         | 57           | 0,33         |
| Exprimés       | Exprimés                    | Exprimés               | 12 243       | 99,67        |

*sortant
L'élection est invalidée par la Chambre le 1er février 1878. Une élection partielle a lieu.

#### 2ecirconscription
Dinan-2 regroupe les cantons de Broons, Jugon-les-Lacs, Matignon, Plancoët et de Plélan-le-Petit.
| Candidats      | Candidats                      | Étiquette,     | Premier tour | Premier tour |
| Candidats      | Candidats                      | Étiquette,     | Voix         | %            |
| -------------- | ------------------------------ | -------------- | ------------ | ------------ |
|                | Charles Rioust de Largentaye * | Légitimiste    | 11 032       | 94,75        |
|                |                                |                |              |              |
| Inscrits       | Inscrits                       | Inscrits       | 16 535       | 100,00       |
| Votants        | Votants                        | Votants        | 11 646       | 70,43        |
| Abstention     | Abstention                     | Abstention     | 4 889        | 29,57        |
| Blancs et nuls | Blancs et nuls                 | Blancs et nuls | 614          | 5,25         |
| Exprimés       | Exprimés                       | Exprimés       | 11 032       | 94,75        |

*sortant

### Arrondissement de Guingamp

#### 1recirconscription
Guingamp-1 regroupe les cantons de Bégard, Belle-Isle-en-Terre, Guingamp, Plouagat et de Pontrieux.
| Candidats      | Candidats                   | Étiquette,     | Premier tour | Premier tour |
| Candidats      | Candidats                   | Étiquette,     | Voix         | %            |
| -------------- | --------------------------- | -------------- | ------------ | ------------ |
|                | Charles de Faucigny-Lucinge | Légitimiste    | 7 323        | 55,86        |
|                | Jean-François Huon *        | Rép. mod-GR    | 5 787        | 44,14        |
|                |                             |                |              |              |
| Inscrits       | Inscrits                    | Inscrits       | 16 077       | 100,00       |
| Votants        | Votants                     | Votants        | 13 153       | 81,81        |
| Abstention     | Abstention                  | Abstention     | 2 924        | 18,19        |
| Blancs et nuls | Blancs et nuls              | Blancs et nuls | 43           | 0,11         |
| Exprimés       | Exprimés                    | Exprimés       | 13 110       | 99,89        |

*sortant

#### 2ecirconscription
Guingamp-2 regroupe les cantons de Bourbriac, Callac, Maël-Carhaix, Rostrenen et de Saint-Nicolas-du-Pélem.
| Candidats      | Candidats                  | Étiquette,     | Premier tour | Premier tour |
| Candidats      | Candidats                  | Étiquette,     | Voix         | %            |
| -------------- | -------------------------- | -------------- | ------------ | ------------ |
|                | Charles de Goyon de Feltre | Bonapartiste   | 8 028        | 96,55        |
|                |                            |                |              |              |
| Inscrits       | Inscrits                   | Inscrits       | 15 164       | 100,00       |
| Votants        | Votants                    | Votants        | 8 319        | 54,86        |
| Abstention     | Abstention                 | Abstention     | 6 845        | 45,14        |
| Blancs et nuls | Blancs et nuls             | Blancs et nuls | 291          | 3,45         |
| Exprimés       | Exprimés                   | Exprimés       | 8 028        | 96,55        |

### Arrondissement de Lannion

#### 1recirconscription
Lannion-1 regroupe les cantons de Lannion, Plestin-les-Grèves et de Plouaret.
| Candidats      | Candidats                   | Étiquette,     | Premier tour | Premier tour |
| Candidats      | Candidats                   | Étiquette,     | Voix         | %            |
| -------------- | --------------------------- | -------------- | ------------ | ------------ |
|                | Charles Huon de Penanster * | Légitimiste    | 7 637        | 72,03        |
|                | Mr Le Berre                 | Rép. mod-GR    | 2 966        | 27,97        |
|                |                             |                |              |              |
| Inscrits       | Inscrits                    | Inscrits       | 13 985       | 100,00       |
| Votants        | Votants                     | Votants        | 10 623       | 75,96        |
| Abstention     | Abstention                  | Abstention     | 3 362        | 24,04        |
| Blancs et nuls | Blancs et nuls              | Blancs et nuls | 20           | 0,07         |
| Exprimés       | Exprimés                    | Exprimés       | 10 603       | 99,93        |

*sortant

#### 2ecirconscription
Lannion-2 regroupe les cantons de Lézardrieux, Perros-Guirrec, La Roche-Derrien et de Tréguier.
| Candidats      | Candidats                    | Étiquette,     | Premier tour | Premier tour |
| Candidats      | Candidats                    | Étiquette,     | Voix         | %            |
| -------------- | ---------------------------- | -------------- | ------------ | ------------ |
|                | Louis Le Provost de Launay * | Bonapartiste   | 10 001       | 90,46        |
|                |                              |                |              |              |
| Inscrits       | Inscrits                     | Inscrits       | 15 114       | 100,00       |
| Votants        | Votants                      | Votants        | 11 074       | 73,27        |
| Abstention     | Abstention                   | Abstention     | 4 040        | 26,73        |
| Blancs et nuls | Blancs et nuls               | Blancs et nuls | 1 073        | 9,53         |
| Exprimés       | Exprimés                     | Exprimés       | 10 001       | 90,46        |

*sortant

### Arrondissement de Loudéac
L’arrondissement de Loudéac regroupait les cantons de La Chèze, Collinée, Corlay, Gouarec, Loudéac, Merdrignac, Mûr-de-Bretagne, Plouguenast et d'Uzel.
| Candidats      | Candidats                      | Étiquette,     | Premier tour | Premier tour |
| Candidats      | Candidats                      | Étiquette,     | Voix         | %            |
| -------------- | ------------------------------ | -------------- | ------------ | ------------ |
|                | Jean-Baptiste Veillet-Dufrêche | Légitimiste    | 10 885       | 57,73        |
|                | Charles de Janzé *             | Centre gauche  | 7 969        | 42,27        |
|                |                                |                |              |              |
| Inscrits       | Inscrits                       | Inscrits       | 23 512       | 100,00       |
| Votants        | Votants                        | Votants        | 18 903       | 80,40        |
| Abstention     | Abstention                     | Abstention     | 4 609        | 19,60        |
| Blancs et nuls | Blancs et nuls                 | Blancs et nuls | 49           | 0,26         |
| Exprimés       | Exprimés                       | Exprimés       | 18 854       | 99,74        |

*sortant
L'élection est invalidée par la Chambre le 2 février 1878. Une élection partielle a lieu le 3 mars 1878.

### Arrondissement de Saint-Brieuc

#### 1recirconscription
Saint-Brieuc-1 regroupait les cantons de Châtelaudren, Étables, Lanvollon, Paimpol, Plouha et de Saint-Brieuc-Nord.
| Candidats      | Candidats             | Étiquette,             | Premier tour | Premier tour |
| Candidats      | Candidats             | Étiquette,             | Voix         | %            |
| -------------- | --------------------- | ---------------------- | ------------ | ------------ |
|                | Jean Garnier-Bodéléac | Bonapartiste           | 8 615        | 52,35        |
|                | Louis Armez *         | Rép. mod-Centre gauche | 7 835        | 47,65        |
|                |                       |                        |              |              |
| Inscrits       | Inscrits              | Inscrits               | 23 043       | 100,00       |
| Votants        | Votants               | Votants                | 16 495       | 71,58        |
| Abstention     | Abstention            | Abstention             | 6 548        | 28,42        |
| Blancs et nuls | Blancs et nuls        | Blancs et nuls         | 45           | 0,27         |
| Exprimés       | Exprimés              | Exprimés               | 16 450       | 99,73        |

*sortant
L'élection est invalidée par la Chambre le 2 février 1878. Une élection partielle a lieu le 3 mars 1878.

#### 2ecirconscription
Saint-Brieuc-2 regroupait les cantons de Lamballe, Moncontour, Pléneuf, Plœuc, Quintin et de Saint-Brieuc-Midi.
| Candidats      | Candidats                       | Étiquette,     | Premier tour | Premier tour |
| Candidats      | Candidats                       | Étiquette,     | Voix         | %            |
| -------------- | ------------------------------- | -------------- | ------------ | ------------ |
|                | Louis Le Gouzillon de Bélizal * | Légitimiste    | 12 499       | 69,43        |
|                | Mr Le Breton                    | Rép. mod       | 5 504        | 30,57        |
|                |                                 |                |              |              |
| Inscrits       | Inscrits                        | Inscrits       | 23 346       | 100,00       |
| Votants        | Votants                         | Votants        | 18 111       | 77,58        |
| Abstention     | Abstention                      | Abstention     | 5 235        | 22,42        |
| Blancs et nuls | Blancs et nuls                  | Blancs et nuls | 108          | 0,60         |
| Exprimés       | Exprimés                        | Exprimés       | 18 003       | 99,40        |

*sortant

## Députés élus
| Députés | Députés                           | Parti        | Fonctions lors de l'élection en 1877                                                 |
| ------- | --------------------------------- | ------------ | ------------------------------------------------------------------------------------ |
|         | Charles Huon de Penanster *       | Légitimiste  | Conseiller général de Plestin. Propriétaire agricole.                                |
|         | Charles Rioust de Largentaye *    | Légitimiste  | Conseiller général de Plancoët, maire de Saint-Lormel. Propriétaire agricole.        |
|         | Charles-Marie de Faucigny-Lucinge | Légitimiste  | Ancien député (1876-1878). Propriétaire agricole                                     |
|         | Jean-Baptiste Veillet-Dufrêche    | Légitimiste  | Ancien député (1876-1878). Maître de forges.                                         |
|         | Louis Le Gouzillon de Bélizal *   | Légitimiste  | Conseiller général de Moncontour. Propriétaire agricole.                             |
|         | Jean Garnier-Bodéléac             | Bonapartiste | Maire de Quintin. Propriétaire agricole.                                             |
|         | Louis Le Provost de Launay *      | Bonapartiste | Conseiller général de La Roche-Derrien. Avocat, Propriétaire agricole.               |
|         | Charles de Goyon de Feltre *      | Bonapartiste | Ancien conseiller général du Guingamp. Attaché d'ambassade et Propriétaire agricole. |
|         | Jérôme Nompère de Champagny       | Bonapartiste | Ancien député (1853-1870), ancien conseiller général de Plouagat. Avocat.            |